# Gouville-sur-Mer
Gouville-sur-Mer è un comune francese di 2 102 abitanti situato nel dipartimento della Manica nella regione della Normandia.
Fa parte del cantone di Saint-Malo-de-la-Lande nella circoscrizione (arrondissement) di Coutances.

## Società

### Evoluzione demografica
Abitanti censiti

## Amministrazione

### Gemellaggi
- Harburg (Svevia), dal 1998